# John F. Fitzgerald Expressway

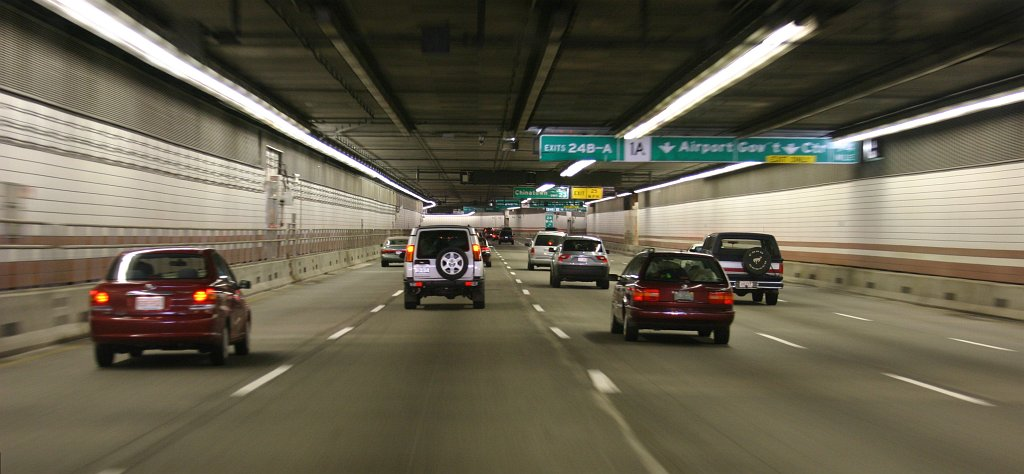
Die im Tunnel verlaufende Fahrbahn in südlicher Fahrtrichtung

Der John F. Fitzgerald Expressway (auch Central Artery) ist ein Teilstück eines Freeways im Stadtzentrum von Boston im Bundesstaat Massachusetts der Vereinigten Staaten. Er wurde nach John F. Fitzgerald benannt und ist zugleich ausgewiesen als Interstate 93, U.S. Highway 1 und Massachusetts Route 3. Der Expressway wurde ursprünglich in den 1950er Jahren als teilweise aufgeständerte, teilweise durch Tunnel geführte Strecke errichtet, verläuft heute jedoch so gut wie ausschließlich durch Tunnel, die im Zuge des Big Dig gebaut wurden und die ehemals oberirdisch verlaufende Central Artery in den Untergrund verlegten.
Die ehemalige, oberirdisch verlaufende Strecke war vor dem Umbau als „Leidensweg“, „größter Parkplatz der Welt“ oder auch – vorwiegend aufgrund ihrer grünen Stützträger – als „das zweite grüne Monster“ bekannt. Nach dem Abriss der oberirdischen Fahrbahn wurde diese durch den Rose Kennedy Greenway ersetzt.
Der Expressway führt von der Verbindung zur Massachusetts Avenue am Andrew Square im Stadtteil South Boston von Süden nach Norden bis zum Abzweig des U.S. Highway 1 im Stadtteil Charlestown. Gemeinsam mit den Tunneln unter dem Boston Harbor und dem Teilstück des Massachusetts Turnpike von der Massachusetts Route 128 bis nach East Boston gehört der John F. Fitzgerald Expressway zum Metropolitan Highway System.

## Geschichte

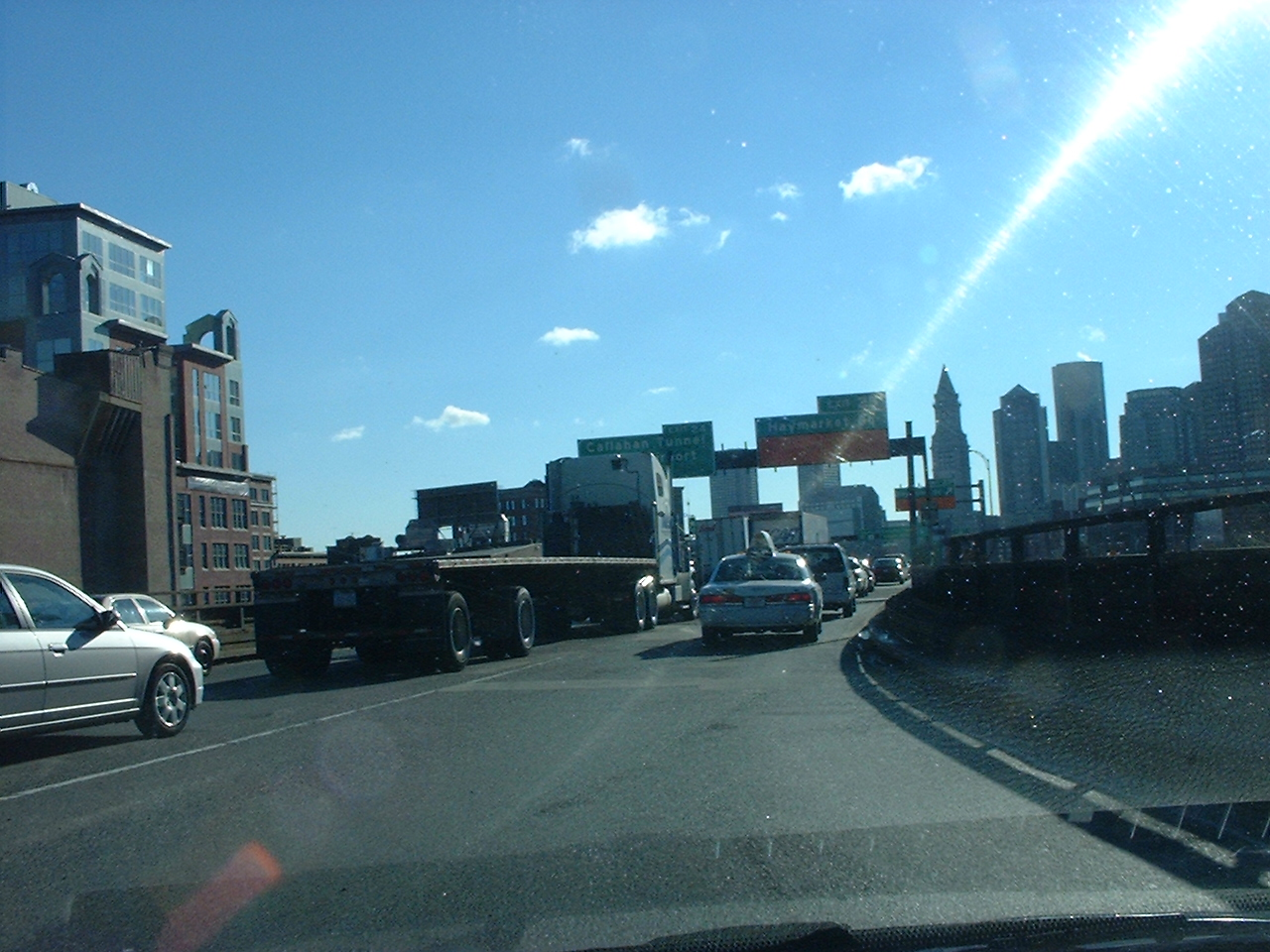
Verkehr zur Mittagszeit auf der ehemaligen, 2003 abgerissenen Central Artery

Der Highway selbst wurde bereits in den 1920er Jahren geplant. Die oberirdisch geführte Central Artery wurde in zwei Abschnitten gebaut. Von 1951 bis 1954 wurde das Teilstück nördlich der High Street bis zur Tobin Bridge errichtet. Unmittelbar nach der Fertigstellung begannen die Anwohner, eine ausgeprägte Abneigung gegen die Straße zu entwickeln, da sie die Stadtteile voneinander trennte und optisch unansehnlich war. Aufgrund dieser Entwicklung wurde das zweite, südliche Teilstück der Autobahn unterirdisch durch den Dewey Square Tunnel geführt. Im Zuge des Big Dig wurde dann auch das nördliche Teilstück in den neu errichteten Thomas P. O’Neill Jr. Tunnel verlegt und die oberirdisch verlaufende Straße abgerissen. Der Dewey Square Tunnel ist damit das einzige Teilstück der ursprünglichen Central Artery, das nicht abgerissen wurde.
Das Verkehrsaufkommen auf dem Highway stieg im Laufe der Jahre kontinuierlich an, was unter anderem auch darauf zurückgeführt werden kann, dass andere Highway-Projekte, welche die Central Artery ergänzen und entlasten sollten, nie realisiert wurden. Dazu zählt vor allem die vollständig geplante, aber nie errichtete Interstate 695. Es wurden zwar auch vor dem Big Dig einige Umbauarbeiten am nördlichen Teilstück der Straße durchgeführt, jedoch konnten die Probleme nie zufriedenstellend gelöst werden.

## Ausfahrten
Auf der Central Artery waren die Ausfahrten zum Zeitpunkt der Eröffnung der Strecke nicht nummeriert. Erst 1974 wurde eine Nummerierung im Zuge der Ausweisung als Interstate 93 eingeführt. Aufgrund der im Laufe der Zeit erfolgten mehrfachen Umbauten ergeben sich heute einige Besonderheiten. 
So wurden die Ausfahrten 19, 21 und 25 vollständig entfernt. Die Ausfahrten 20 und 26 wurden in nördliche und südliche Fahrtrichtung aufgeteilt: Die heutige Ausfahrt 20 in nördlicher Fahrtrichtung befindet sich an der Stelle der alten Ausfahrt 19, in südlicher Fahrtrichtung beginnt sie am Ausgang des Dewey Square Tunnel. Die Ausfahrt 26 in nördlicher Fahrtrichtung beginnt kurz nach der Tunnelausfahrt auf die Leonard P. Zakim Bunker Hill Memorial Bridge, während sie in südlicher Fahrtrichtung im Stadtteil Charlestown zwischen den Ausfahrten 28 und 27 liegt und auf die Leverett Circle Connector Bridge führt.
Bis 2004 existierte die Ausfahrt 22 als Zufahrt nach Chinatown, wurde dann jedoch mit dem Abschluss der Arbeiten des Big Dig geschlossen. Die zum Scollay Square führende Ausfahrt 23 gibt es sowohl in nördlicher als auch in südlicher Fahrtrichtung, während die Ausfahrt 24 zum Haymarket Square und zum Callahan-Tunnel führt.

## Klassifizierung

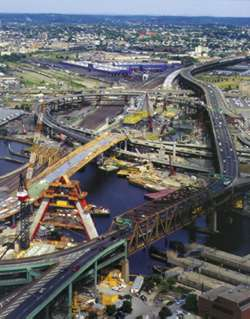
Die aufgeständerte Central Artery (hier rechts im Bild) wurde im Zuge des Big Dig abgerissen

Die Central Artery ist heute auf ihrer gesamten Länge zugleich als Interstate 93 und U.S. Highway 1 ausgewiesen. Die Massachusetts Route 3 verläuft ebenfalls auf der Central Artery, verlässt diese jedoch in nördlicher Fahrtrichtung an der Ausfahrt 26.
In ihrer Geschichte wies der John F. Fitzgerald Expressway bereits eine ganze Reihe unterschiedlicher Straßenklassifizierungen auf. Nach seiner Errichtung wurde das Teilstück zwischen Sumner-Tunnel und Storrow Drive als Massachusetts Route C1 und Massachusetts Route C9 ausgewiesen, wobei das „C“ für die „City-Routen“ des U.S. Highways 1 bzw. der Massachusetts Route 9 stand, die von den engeren Stadtstraßen entfernt worden waren. Der Rest des Highways blieb ohne Klassifikation, wurde jedoch südlich des Sumner-Tunnels parallel von der Massachusetts Route C37 begleitet.
Um 1969 wurde die gesamte Central Artery als Interstate 95 ausgewiesen, da man beabsichtigte, diese durch das Stadtzentrum zu führen. 1971 wurden die C-Routen entfernt und die alte Route C1 zur neuen Streckenführung des U.S. Highways 1. Im gleichen Jahr wurde die Route 3 ebenfalls auf die Strecke der Artery südlich des Storrow Drive gelegt.
Im Jahr 1974 wurde beschlossen, die I-95 doch nicht durch das Stadtzentrum, sondern um die Stadt herumzuführen und dafür teilweise die bereits existierende Massachusetts Route 128 zu nutzen. Der U.S. Highway 1 wurde so geführt, dass er die Tobin Bridge und den Northeast Expressway nutzen konnte, der zuvor als Teil der I-95 ausgewiesen war. Die US 1 nutzte folglich die Artery nördlich des Storrow Drive, während ihr ehemaliges Teilstück südlich des Storrow Drive bis zum Sumner-Tunnel als Verlängerung der Massachusetts Route 1A ausgewiesen wurde. Die I-93 wurde in südlicher Richtung von Charlestown über die Central Artery, den Southeast Expressway und die Route 128 bis nach Canton geführt. 1989 wurden die US 1 auf ihren heutigen Verlauf auf die ganze Länge der Artery gelegt und die Route 1A bis zum Sumner-Tunnel verkürzt.
Im Zuge des Big Dig wurden neue Schilder montiert, die jedoch ausschließlich die I-93 ausweisen, um Irritationen zu vermeiden.